# Magnolia ptaritepuiana
Magnolia ptaritepuiana là một loài thực vật có hoa trong họ Magnoliaceae. Loài này được Steyerm. mô tả khoa học đầu tiên năm 1951.